# Mitsubishi Logistics
Mitsubishi Logistics, Inc. (jap. 三菱倉庫株式会社 Mitsubishi Soko Kabushiki-gaisha) – japońskie przedsiębiorstwo logistyczne z siedzibą w Nihonbashi, Chūō, Tokio. Jest członkiem grupy Mitsubishi.

## Historia
Przedsiębiorstwo zostało założone w 1887 roku jako Tokyo Warehouse Limited Company przez Koichiro Kawadę oraz pięciu pozostałych dyrektorów z Mitsubishi Company, z siedzibą w Fukagawa, Tokio. W 1918 roku zmieniono nazwę na Mitsubishi Warehouse Co., Ltd. W roku 1973 utworzono amerykańską firmę zależną Mitsubishi Warehouse California Corp. jako pierwszy krok w budowie połączonego, multimodalnego, międzynarodowego biznesu spedycyjnego. Potem poszerzono sieć, zakładając spółki w Europie i Azji. W 1996 roku przemianowano angielską nazwę na Mitsubishi Logistics Corporation.
W 2003 roku rozpoczęto pełnowymiarową spedycję lotniczą i konsolidacyjną, wzmocnieniu uległ międzynarodowy transport multimodalny łączący transport drogowy, morski i lotniczy. Rok później założono spółkę zależną zajmującą się spedycją w Chinach. W roku 2010 Mitsubishi Logistics nabyło wszelkie akcje singapurskiej spółki logistycznej Pioneer Express International Pte Ltd, poszerzając tym samym działalność w regionie azjatyckim. W kolejnym roku założono spółkę MLC ITL Logistics Co., Ltd. w Wietnamie i utworzono Dia Pharmaceutical Network Co., Ltd., firmę specjalizującą się w transporcie produktów farmaceutycznych. W 2012 roku otwarto Mitsubishi Logistics China Co., Ltd., firmę zajmującą się zarządzaniem biznesem logistycznym w Chinach. W roku 2023 Mitsubishi Logistics przejęło Cavalier Logistics Group, w skład której wchodziły 4 spółki w Stanach Zjednoczonych i Wielkiej Brytanii jako spółki zależne za pośrednictwem firmy holdingowej założonej w USA.

## Zakres działań
Rodzaje działalności:
- magazynowanie
- transport portowy i przystaniowy
- transport międzynarodowy
- transport lądowy
- transport morski
- odprawa celna
- opracowywanie, sprzedaż i zarządzanie operacyjne systemami informacji logistycznej
- pakowanie
- etykietowanie i przechowywanie produktów farmaceutycznych i wyrobów medycznych
- sprzedaż
- zakup
- dzierżawa i zarządzanie nieruchomościami
- projektowanie i nadzorowanie prac budowlanych itp.

## Oddziały
Miasta, w których zlokalizowane są filie Mitsubishi Logistics:
- Tokio
- Jokohama
- Nagoja
- Osaka
- Kobe
- Fukuoka

## Spółki zależne
Spółki zależne stowarzyszone za granicą:
- Mitsubishi Logistics Europe B.V.
- Mitsubishi Logistics America Corp.
- Mitsubishi Warehouse California Corp.
- Mitsubishi Logistics Hong Kong Ltd.
- Shanghai Linghua Logistics Co., Ltd.
- Shanghai Lingyun Global Forwarding Co., Ltd.
- Shenzhen Lingyang Global Forwarding co., ltd
- Mitsubishi Logistics (Thailand) Co., Ltd.
- Dia Logistics (M) Sdn. Bhd. in care of Master Movers Sdn. Bhd.
- Mitsubishi Logistics Singapore Pte. Ltd.
- P.T. Mitsubishi Logistics Indonesia, P.T. DIA-JAYA FORWARDING INDONESIA